# Bławaciska
Bławaciska (do 1945 r. Eibenhof, wcześniej Blawacziske) – przysiółek wsi Nowe Smarchowice w Polsce, położony w województwie opolskim, w powiecie namysłowskim, w gminie Namysłów. Wchodzi w skład sołectwa Nowe Smarchowice.
W przysiółku znajduje się leśniczówka, będąca siedzibą Leśnictwa Ziemiełowice, a nieopodal zobaczyć można jedną z dwóch w powiecie dostrzegalni - przypominających nieco latarnię morską wież obserwacyjnych.
Nazwa przysiółka pochodzi najprawdopodobniej od wzmiankowanego w 1795 r. w "Kronice Zimmermanna" pasterza, określanego Babanishka.
W latach 1975–1998 przysiółek administracyjnie należał do ówczesnego województwa opolskiego.